# Copa do Mundo de Xadrez
A Copa do Mundo de Xadrez é uma série de diferentes torneios de xadrez ao longo do tempo. O formato e significado dos torneios mudou ao longo dos anos.
Em 1988 e 1999, a Grandmasters Association organizou uma série de seis torneios de alto escalão da Copa do Mundo, na forma de um "grand prix".
Em 2000 e 2002 a FIDE, a federação mundial de xadrez, encenou sua "Primeira Copa do Mundo de Xadrez" e "Segunda Copa do Mundo de Xadrez", respectivamente. Estes foram grandes torneios, mas não diretamente relacionados com o Campeonato Mundial de Xadrez. Tanto o 2000 e 2002 foram eventos vencidos por Viswanathan Anand.
Desde 2005, um evento diferente do mesmo nome tem sido parte do ciclo do Campeonato do Mundo de Xadrez. Este evento está sendo realizado a cada dois anos. É um torneio eliminatório com 128 jogadores, no mesmo estilo como o de 1998, 1999, 2000, 2002 e 2004 Campeonato Mundial FIDE.

## Vencedores
A Copa do Mundo de Xadrez de 2005 qualificou dez jogadores para o Torneio de Candidatos para o Campeonato Mundial de Xadrez de 2007. Este evento foi ganho pelo GM armênio Levon Aronian.
A Copa do Mundo de Xadrez de 2007 qualificou um jogador para a próxima fase do Campeonato Mundial de Xadrez de 2010. Este evento foi vencido pelo americano GM Gata Kamsky.
A Copa do Mundo de 2009 qualificou um jogador para a ciclo do Campeonato Mundial de Xadrez de 2012. O GM israelense Boris Gelfand venceu este evento.
A Copa do Mundo de Xadrez de 2011 qualificou três jogadores para o ciclo do Campeonato Mundial de Xadrez de 2013. Peter Svidler (RUS),  Alexander Grischuk (RUS),  Vassily Ivanchuk (UCR) foram os 3 primeiros, respectivamente.

## Lista de campeões da Copa do Mundo de Xadrez
| Ano  | Campeão            | Vice-Campeão              | Sede            |
| ---- | ------------------ | ------------------------- | --------------- |
| 2023 | Magnus Carlsen     | Rameshbabu Praggnanandhaa | Baku            |
| 2021 | Jan-Krzysztof Duda | Sergey Karjakin           | Rússia          |
| 2019 | Teimour Radjabov   | Ding Liren                | Rússia          |
| 2017 | Levon Aronian      | Ding Liren                | Tbilisi         |
| 2015 | Sergey Karjakin    | Peter Svidler             | Baku            |
| 2013 | Vladimir Kramnik   | Dmitry Andreikin          | Tromsø          |
| 2011 | Peter Svidler      | Alexander Grischuk        | Khanty-Mansiysk |
| 2009 | Boris Gelfand      | Ruslan Ponomariov         | Khanty-Mansiysk |
| 2007 | Gata Kamsky        | Alexei Shirov             | Khanty-Mansiysk |
| 2005 | Levon Aronian      | Ruslan Ponomariov         | Khanty-Mansiysk |
| 2002 | Viswanathan Anand  | Rustam Kasimdzhanov       | Hyderabad       |
| 2000 | Viswanathan Anand  | Evgeny Bareev             | Shenyang        |